# André Desportes

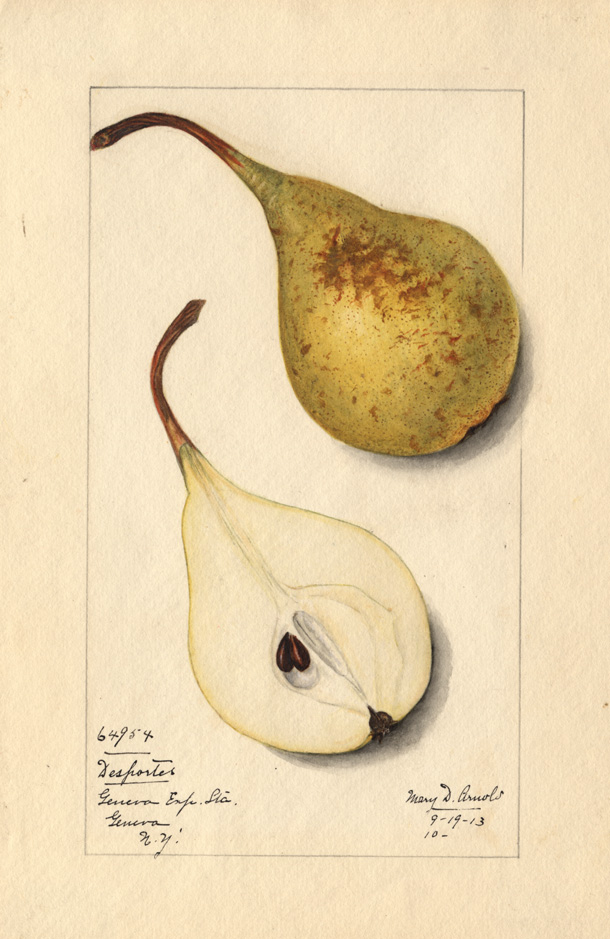
Autre type de Desportes.

Pour les articles homonymes, voir Guyot.
Espèce
Classification phylogénétique
L'André Desportes  est une variété ancienne de poire précoce.

## Synonymes
Pas de synonyme connu.

## Origine
Variété ancienne de 1854, créée  et obtenue par André Leroy, pépiniériste à Angers, et dédiée au fils du directeur commercial de l'établissement.

## Arbre
La floraison a lieu début avril.
L'arbre se révèle productif et résistant aux maladies.

## Fruit
Le poirier « André Desportes » donne des poires ventrues de taille moyenne, d’un beau jaune-verdâtre marqué de rouge-brunâtre. 
Leur chair blanche est très fine, juteuse, sucrée, acidulée et délicieusement parfumée.
Les fruits se récoltent en juillet-août mais doivent être consommés assez rapidement, ils ne se conservent pas très bien.

## Appréciations générales
Poire précoce, sa maturité commence à partir de mi-juillet. Excellente qualité gustative.

## Observations
Dr Jules Guyot, INFEL 1445A